# 早川茉希
早川 茉希（はやかわ まき、1988年1月6日 - ）は、ジョイスタッフ所属のフリーアナウンサーである。 元瀬戸内海放送、テレビ埼玉の契約アナウンサー。

## 来歴・人物
群馬県桐生市出身。群馬県立前橋女子高等学校を経て、横浜国立大学教育人間科学部学校教育課程在学中に同校のミスYNUコンテストに参加し、ミスYNUとなった。
大学卒業後の2010年に瀬戸内海放送の関連会社であるキャストKSBパートナーズへ入社し、瀬戸内海放送専属の契約アナウンサーとして同社高松本社報道制作ユニットに配属された。同期に北村実穂がいる。2015年3月度をもって退社、4月からテレビ埼玉に移籍。
2018年6月30日に自身のSNSを通して結婚を発表した。

## エピソード
- 同時期に1年後輩の久本真菜がKSBを退社し、テレビ埼玉と同じく独立放送局のテレビ神奈川（以降tvkと表記）に移籍した。ちなみに久本は『あっぱれ!KANAGAWA大行進』でデビット伊東と共演している。
- tvkで久本と同期の長澤彩子は同じ東京アナウンスセミナー10期生。
- KSB→テレ玉の先輩には小室早弥香がおり、KSBで2か月のみ、在籍時期が重なっている。

## 過去の担当番組
瀬戸内海放送
- KSB地球ステーション　らぶせとサイクリング
- KSBスーパーJチャンネル
- KSBニュースView
- 報・動・力

テレビ埼玉
- ごごたま（平日：ニュース、天気予報）[3][4][5][6][7][8]
- 真夏に輝く 第62回戸田橋花火大会（2015年8月1日）[9]
- よいしょ!デビチャンネル[10][11][12]
- MY BEST WAY（リポーター）[13]
- マチコミ（平日「マチコミ」内、ニュース、マチコミボードは不定期）(マチコミボードは2016年度)[14][15][16]
- テレ玉くんのうた アナウンサーと踊ろう（2015年 - 2017年）[17][18][19][20][21]
- ニュース930（火・水・金曜）[22]
- こんにちは県議会です（日曜）[23]
- 埼玉ビジネスウォッチ（土  22:00 - 22:30）（2017年1月28日[24]、4月1日 - 2018年3月31日）[25]
- 埼玉県公立高校入試解答速報（2017年3月2日）[26][27]
- ニュース1155、ニュース545（2023年11月1日[28] - 2024年1月29日[29]、代打出演）

文化放送
- 斉藤一美 ニュースワイドSAKIDORI!（世の中 SAKIDORI 木曜日　「SAKIDORI 最前線」リポーター、2018年4月5日 - 7月26日）

日本テレビ
- オクトー 〜感情捜査官 心野朱梨〜 (2022年8月4日・リポーター役)[30]

テレビ東京
- よじごじDays (2022年7月29日・横浜赤レンガ倉庫 中継リポーター)[31]

## その他
- こんなところにあるあるが。土曜・あるある晩餐会（テレビ朝日、2017年4月29日）[32][33]